# 林琮翰
林琮翰（排灣族名：Sakinu；阿美族名：Maysang；卑南族名：Facan，1969年7月19日—），臺灣中國國民黨籍政治人物，出生於臺東縣臺東市，為排灣族原住民，現任臺東縣議員、臺東縣議會副議長。

## 外部連結
- 林琮翰議員服務處
- MAG雜誌櫃專訪－教育戰士為理想出征　專訪台東縣議員林琮翰 [永久]